# Јохан Георг I Саксонски
Јохан Георг I Саксонски (1611-1656) био је изборни кнез Саксоније, који се истакао у тридесетогодишњем рату (1618-1648).

## Владавина и реформе
Саксонски изборни кнез Јохан Георг I (1611-1656)  значајан је пре свега по својим војним реформама, које су саксонску војску у његово време учиниле најмодернијом у Немачкој, што је од протестантске Саксоније учинило значајан војни и политичи чинилац у време тридесетогодишњег рата.
Од прве половине 15. века Саксонија је због привредног успона, развоја производних снага и капиталистичких друштвених односа, била једна од најзначајнијих држава Немачке. Изборна кнежевина постала је 1423. Саксонија је била колевка немачке реформације и једно од жаришта сељачког рата 1525. Од половине 16. века саксонска војска, састављена углавном од најамничких контингената, била је значајан фактор у међусобним борбама немачких држава.
Затекавши Саксонију у војном и привредном успону почетком 17. века, Јохан Георг I организовао је војску на основама феудалне обавезе: 1613. донео је закон о војној обавези сопственика лена. Створио је стајаћу војску јачине 2 пука тешке коњице (око 1.600 људи), 2 пука пешадије (око 9.300 људи) и радне јединице (око 1.500 људи). Формирао је 1620. артиљеријски пук (17 топова), први у Немачкој. Сталну посаду имале су тврђаве Дрезден и Кенигштајн. Постојале су и обавезе у одређеним контингентима војске према немачком цару, којих се владар саксоније, као и владари осталих држава Немачке, није придржавао.
Током тридесетогодишњег рата (1618-1648), Саксонија је била подвргнута великим разарањима, пошто се Јохан Георг, иако један од протестантских кнежева, тежећи да повећа територију Саксоније, придруживао час протестантској, час католичкој страни.